# اصل بی‌تفاوتی
اصل بی‌تفاوتی (به انگلیسی: Principle of indifference) (که اصل دلیل ناکافی (به انگلیسی: principle of insufficient reason) نیز نامیده می‌شود) قاعده‌ای برای تخصیص احتمال‌های نامعین است. اصل بی‌تفاوتی بیان می‌کند که در صورت نبودن شواهد مرتبط، نمایندگان باید اعتبار (یا «درجه اعتقاد») خود را به‌طور مساوی بین همهٔ نتایج احتمالی مورد بررسی تقسیم کنند.
در احتمال بیزی، این ساده‌ترین پیش‌فرض غیراطلاعاتی است.
نمونه‌های کتاب درسی برای اعمال اصل بی‌تفاوتی سکه، تاس و کارت است.